# Brian Carroll
Brian Carroll (* 20. Juli 1981 in Springfield, Virginia) ist ein ehemaliger US-amerikanischer Fußballspieler.

## Vereinskarriere
Carroll spielte von 2000 bis 2002 an der Wake Forest University im College Soccer und wurde im MLS SuperDraft 2003 in der 2. Runde an insgesamt 11. Stelle von D.C. United ausgewählt. In seiner ersten Saison unter Trainer Ray Hudson kam Carrol in der Major League Soccer noch nicht zum Einsatz und spielte einige Zeit im Farmteam Richmond Kickers. Erst unter Hudsons Nachfolger Piotr Nowak rückte Carroll in die Aufstellung und kam in der Saison 2004 in allen 30 Partien zum Einsatz. In den anschließenden Meisterschafts-Playoffs stand Carroll in allen vier Partien in der Startelf und gewann mit dem Team durch einen 3:2-Erfolg gegen die Kansas City Wizards den Meistertitel.
Auch in den folgenden Jahren gehört der Defensivspieler zu den Stammspielern bei D.C. United, seine jüngeren Brüder Pat und Jeff Carroll kamen in dieser Zeit ebenfalls zu einigen Einsätzen bei United. Nach der Saison 2007 wurde er von den San José Earthquakes im MLS Expansion Draft ausgewählt und kurze Zeit später im Austausch gegen Kei Kamara an Columbus Crew abgegeben. Mit Columbus beendete er unter Trainer Sigi Schmid die Regular Season 2008 als punktbestes Team und setzte sich anschließend auch in den Play-offs gegen die Konkurrenten durch, im Finale sorgte ein 3:1-Erfolg über die New York Red Bulls für den ersten Meistertitel von Columbus und den zweiten für Carroll.
Seit 2011 ist er in der Major League Soccer für Philadelphia Union im Einsatz. In der Saison 2013 wurde er zum Mannschaftskapitän ernannt.

## Nationalmannschaft
Carroll nahm mit der US-amerikanischen U-20-Auswahl an der Junioren-Fußballweltmeisterschaft 2001 in Argentinien teil und scheiterte dort mit dem Team im Achtelfinale an Ägypten. Anfang 2004 nahm er mit der Olympiaauswahl (U-23) am kontinentalen Qualifikationsturnier für die Olympischen Sommerspiele 2004 teil, nach einer 0:4-Niederlage gegen Mexiko im Halbfinale verpasste man allerdings die Olympiateilnahme.
2005 debütierte er in einem WM-Qualifikationsspiel gegen Panama in der US-Nationalmannschaft. In der Folge kam er mehrfach in Freundschaftsspielen zum Einsatz.